# Phyllodesma coturnix
Phyllodesma coturnix is een vlinder uit de familie van de spinners (Lasiocampidae). De wetenschappelijke naam van de soort is voor het eerst geldig gepubliceerd in 1968 door De Lajonquière.